# Golpe de Estado no Afeganistão em 1973
O golpe de Estado no Afeganistão em 1973 ocorreu em 17 de julho de 1973 em Cabul, no Afeganistão, quando as forças lideradas pelo então comandante do exército, o tenente-general Mohammed Daoud Khan, depuseram a monarquia em um golpe militar. Na época, o rei Mohammed Zahir Shah estava no exterior fazendo uma cirurgia ocular e recebendo tratamento para lombalgia em Ischia, na Itália. Daoud Khan foi auxiliado por oficiais esquerdistas do exército afegão e funcionários públicos da facção Parcham do Partido Democrático do Povo do Afeganistão, incluindo o coronel da Força Aérea Afegã, Abdul Qadir. Oito oficiais foram mortos. O rei Zahir Shah decidiu não retaliar e abdicou formalmente em 24 de agosto, permanecendo na Itália no exílio. Assim, mais de dois séculos de domínio monárquico (desde a fundação do Império Durrani em 1747) terminaram. 

## Antecedentes
O rei governava desde 1933 e o seu primo Mohammed Daoud Khan tinha atuado como primeiro-ministro afegão de 1953 a 1963. Daoud Khan não era um apoiante do rei  e também não conseguiu ocupar cargos políticos após a constituição de 1964, que impedia membros da família real. Alguns acreditam que o Rei fez isso propositalmente devido às fortes opiniões pró-Pashtunistão de Daoud Khan. No momento do golpe, havia uma crescente insatisfação do público e tumultos estudantis e ressentimento entre as classes educadas contra questões como o desemprego, bem como o descontentamento com as promoções nas forças armadas e a fraca resposta do rei à fome em 1971-1972 que teria matado milhares nas partes centrais e no noroeste do país.

## Consequências
Daoud Khan aboliu a constituição de 1964 e criou uma nova República presidencial, declarando-se como presidente e ministro das Relações Exteriores. O Arg real (palácio) em Cabul tornou-se a residência presidencial oficial.  Ele designou o golpe de uma "revolução nacional e progressista". Uma nova constituição foi feita em 1976. Durante o seu tempo como presidente, as relações de Daoud Khan com a União Soviética e os comunistas, bem como com o Paquistão, deterioraram-se. Posteriormente, seria deposto e morto em um golpe em 1978 (Revolução de Saur).